# Pyrausta albipedalis
Pyrausta albipedalis là một loài bướm đêm trong họ Crambidae.